# Onthophagus parafasciatus
Onthophagus parafasciatus là một loài bọ cánh cứng trong họ Bọ hung (Scarabaeidae).